# Strobilanthes violascens
Strobilanthes violascens är en akantusväxtart som beskrevs av Ridley. Strobilanthes violascens ingår i släktet Strobilanthes och familjen akantusväxter. Inga underarter finns listade i Catalogue of Life.